# Marco Maria Dolfin
Marco Maria Dolfin (Torino, 6 agosto 1981) è un nuotatore e atleta paralimpico italiano.

## Carriera
Nipote di Pietro Miglio, Marco Dolfin nasce a Torino il 6 agosto 1981. Si laurea in Medicina e chirurgia all'Università di Torino nel 2005, specializzandosi poi in ortopedia e traumatologia. Dopo aver frequentato reparti ospedalieri e la clinica universitaria, nel 2011 prende servizio presso il reparto di ortopedia e traumatologia dell'Ospedale San Giovanni Bosco di Torino. 
L'11 ottobre 2011 rimane vittima di un grave incidente stradale, che gli provoca una paraplegia.
In seguito a questo episodio, si avvicina al nuoto paralimpico della Finp, tesserandosi per la Briantea 84 Cantù. 
Ottiene risultati di rilievo nei 100 rana SB5, a cominciare dal bronzo conquistato ai Campionati europei di Funchal 2016. Una medaglia che gli frutta la chiamata per la successiva Paralimpiade di Rio 2016. Conclude la manifestazione sfiorando il podio, chiudendo al quarto posto e stabilendo il nuovo record italiano di categoria con 1'38"27.
Due anni dopo, sempre nei 100 rana SB5, conquista l'argento ai Campionati Europei di Dublino 2018.
Nel 2024 ha preso parte ai campionati italiani paralimpici assoluti di atletica leggera indoor, gareggiando nei 1500 metri piani T54 e facendo registrare il nuovo primato italiano di categoria, gareggiando però fuori classifica.

## Palmarès
| Giochi Paralimpici      | 50 m st. libero S6       | 400 m st. libero S6       | ---                        | ---              | 100 m rana SB5      | 200 m misti SM6            |
| Rio 2016 Brasile        | 21º nelle batterie 36"05 | 9º nelle batterie 6'00"87 |                            |                  | 4° 1'38"27 (RI SB5) | 12° nelle batterie 3'23"30 |
| Campionati europei IPC  | 50 m st. libero S6       | 400 m st. libero S6       | 100 m dorso S6             | 50 m farfalla S6 | 100 m rana SB5      | 200 m misti SM6            |
| Funchal 2016 Portogallo | 12º nelle batterie 36"04 | 7º 5'57"63                | 11º nelle batterie 1'36"25 | 4° 40"60         | Bronzo 1'38"61      | 7º 3'09"54                 |
| Dublino 2018 Irlanda    |                          |                           |                            | 4° 38"97         | Argento 1'41"36     |                            |